# Ciklussztratigráfia

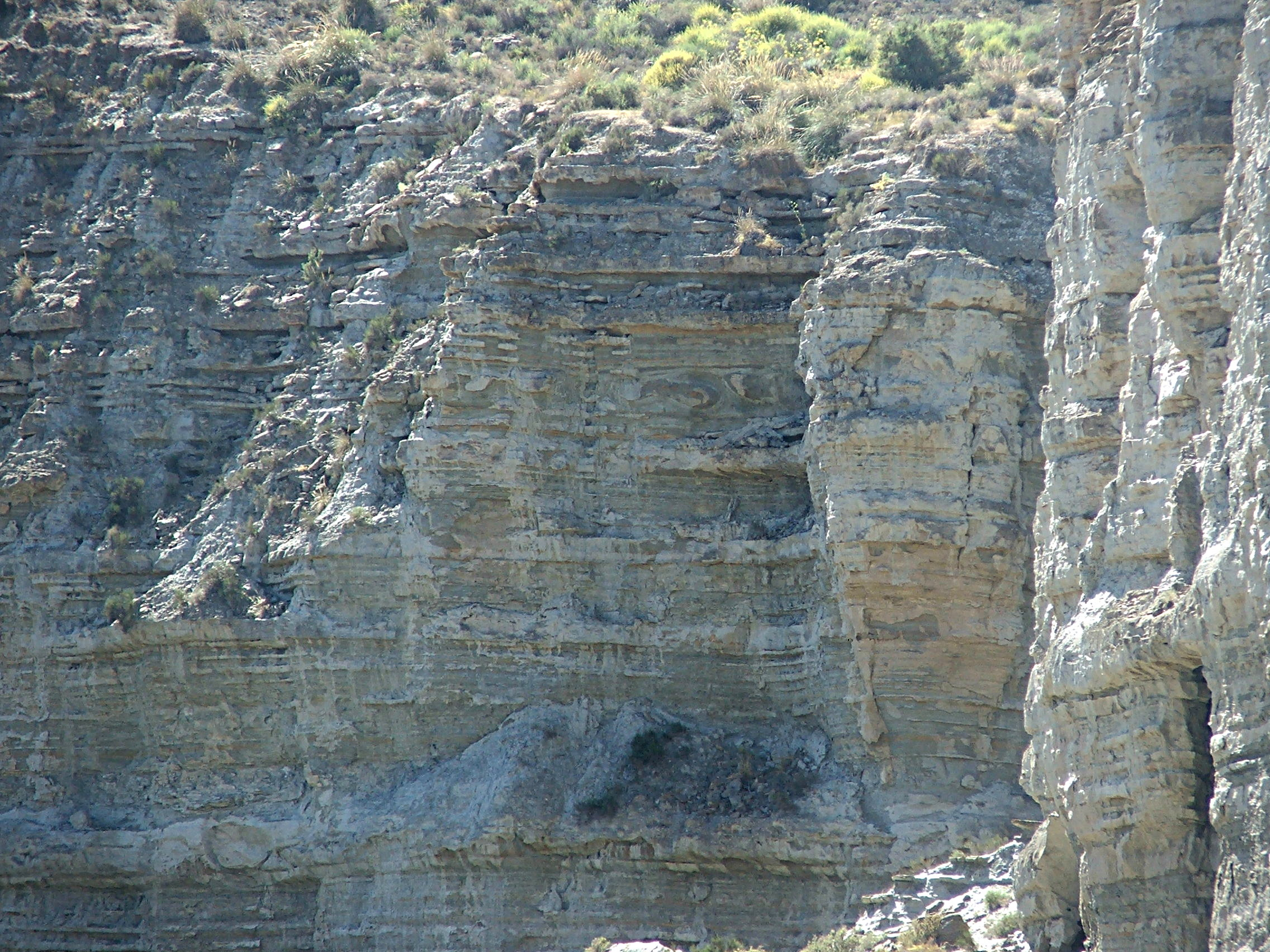
A különböző keménységű és színű rétegek ciklikus ismétlődése gyakran csillagászati okokra vezethető vissza

A ciklussztratigráfia (angolul: cyclostratigraphy) a rétegtan (sztratigráfia) azon ága, amely a lerakódott kőzeteket keletkezésük ciklusossága alapján vizsgálja.
Az elsőrendű ciklusok (200–400 millió éves szakaszok) a szuperkontinensek létrejöttével majd szétválásával vannak összefüggésben. A másodrendű ciklusok vagy szuperciklusok (10–100 millió éves szakaszok) a lemeztektonikához kötődnek. A harmadrendű ciklusok („mezotémák”,  1–10 millió éves szakaszok) a lemezmozgásokon kívül összefüggésben állnak az eljegesedésekkel is. A negyedrendű ciklusok (ciklotémák) a Milanković-elmélet szerinti napsugárzási periódusokhoz kötődnek. Az ötödrendű, „kis” ciklusok (0,01–0,2 millió éves szakaszok), a Milankovich-görbéken kívül más csillagászati erőkhöz is kötődnek.
Szűkebb értelemben a ciklussztratigráfia kifejezést csak a csillagászati erők által befolyásolt rétegszerkezetek vizsgálatára is használják. A csillagászati ciklusok ebben az összefüggésben a Föld Nap körüli pályájának periodikus módosulásai a Naprendszer más erőinek hatására. Ezek következtében változnak a földfelszín besugárzási viszonyai, ez kihat az éghajlatra és ennek nyomán az üledékek lerakódására.
A Föld főbb keringési ciklusai növekvő sorrendben a következők: a precesszió, amelynek jelenlegi fő periódusai 19 és 23 ezer évesek; a tengelyferdeség változásai, melynek fő periódusai jelenleg 41 ezer év illetve 1,2 millió év, és az excentricitás, melynek jelenlegi fő periódusai körülbelül 100 ezer év, 405 ezer év és 2,4 millió év.
Mindezek a ciklusok hatásukat természetesen egymással kombinálódva fejtik ki. 
A kőzetlerakódások ciklussztratigráfiai elemzése segítheti a múltbéli geológiai események időpontjának pontosabb meghatározását, valamint az éghajlat történeti alakulása okainak vizsgálatát.